# 青薈
22°20′10″N 114°09′33″E / 22.3361°N 114.1591°E
青薈（英語：Giovane），為一位於香港九龍長沙灣的單幢住宅，物業樓高共26層，由派盈有限公司發展，為派盈有限公司(鈞輝.宏富(華聯)集團之附屬公司)首個自行發展的住宅項目，由嘉信管理有限公司管理，於2016年9月入伙。

## 歷史
青薈前身為青山道201號一幢20層高的商住大廈，地盤面積約2,269平方呎於2003年竣工。永發置業有限公司於2008年宣佈以7,500萬港元出售該地段所有物權。而該地皮屬舊契重建項目，毋須通過地政總署審批並取得預售樓花同意書，也不用如新契般提供必要的文件，便能開展重建工程。

## 簡介
物業設有6層基座及26層住宅樓層（不設4、13、14及24樓），其中低層地下至二樓為商業用途；三樓為住客會所，其設施包括室外游泳池、健身室及多用途室。五樓為佔地約1,496平方呎空中花園。第七樓及以上為住宅，共80個單位，天台(庇護層)設位天台層。標準分層單位共有78伙，分佈於7至28樓及30樓，實用面積為226至487平方呎。特色連平台戶設2伙並位於29樓，實用面積分別為487及485平方呎。
中至高層單位可遠望畢架山及獅子山。物業內設有兩部住戶專用及一部商戶專用的奧的斯電梯公司電梯。

## 商業用途
基座低層地下至二樓為商戶，可透過住宅範圍外之升降機到達第一及第二層，商戶專升降機上方亦設有電子廣告牌。

## 軼事
建築人工曾於2015年10月23日清拆外牆棚架期間時發生棚架倒塌。

## 附近物業
- 尚都
- 恆大．睿峰
- 悅雅
- 元州邨
- 蘇屋邨
- 李鄭屋邨
- 宇宙商場

## 外部連結
- 賣方就發展項目指定的互聯網網站 （页面存档备份，存于）